# Google Wallet
Google Wallet est un système de paiement par téléphone mobile proposé par Google qui permet à ses utilisateurs de stocker des cartes de débit, des cartes de crédit, des cartes de fidélité et des cartes-cadeaux entre autres. Le logiciel a été lancé le 11 septembre 2011 aux États-Unis uniquement.
En janvier 2018, Google fusionne Android Pay et Google Wallet sous la marque Google Pay . En avril 2022, la nouvelle version de Google Wallet est annoncée afin de remplacer Google Pay. Elle est déployée à partir de juillet 2022.

## Présentation
Le paiement repose sur la norme Near Field Communication.
Le premier smartphone ayant cette possibilité de paiement est le Nexus S4G avec une carte de crédit Mastercard City, mais Google souhaite développer ce moyen de paiement sur tous les systèmes d'exploitation mobiles, d'Android à l'iOS en passant par BlackBerry. Il permet aussi de gérer les cartes de fidélité. Google Wallet est disponible aujourd'hui aux États-Unis et en Europe sur Samsung Galaxy Note, il est aussi disponible pour certaines cartes de crédit (Visa, MasterCard, American Express et Discover). Il est aussi utilisé comme moyen de paiement sur le Google Play.
Depuis 2013 il est possible d'envoyer de l'argent via Gmail grâce à Google Wallet.
Google Wallet remplace Google Checkout le 19 septembre 2011 dans le but de concurrencer le système de paiement en ligne PayPal de manière plus efficace. Ce service sera complété par Google Offers.
Remplacé par Google Pay, Google Wallet ferme ses services en janvier 2018, puis rebrousse chemin, quatre ans plus tard en juillet 2022, en ajoutant à son application de paiement la possibilité de rajouter ses papiers d'identité, cartes de fidélité et tout autre documents, dans une optique de concurrencer l'application Wallet d'Apple.